# EMREX
EMREX ist ein Verfahren für den internationalen und elektronischen Austausch der Daten von Studierenden (wie z. B. Leistungsnachweise), z. B. zwischen Hochschulen und potenziellen Arbeitgebern. Es wird von einem internationalen Netzwerk (Emrex-Nutzergruppe – EUG) entwickelt.
Die Wurzeln von EMREX liegen in einem EU-finanzierten Projekt aus den Jahren 2015–2017 mit dem Ziel, den Anrechnungsprozess nach einem Studentenaustausch zu vereinfachen und qualitativ zu verbessern. Das EMREX-Dienstleistungsnetzwerk trägt sich seitdem und ist damit eines der wenigen EU-Projekte, die sich selbst erhalten und weiterwachsen können. Emrex kann weltweit genutzt werden und ist gegenwärtig in einer Reihe von europäischen Ländern in Betrieb. EMREX verwendet eine quelloffene technische Lösung.

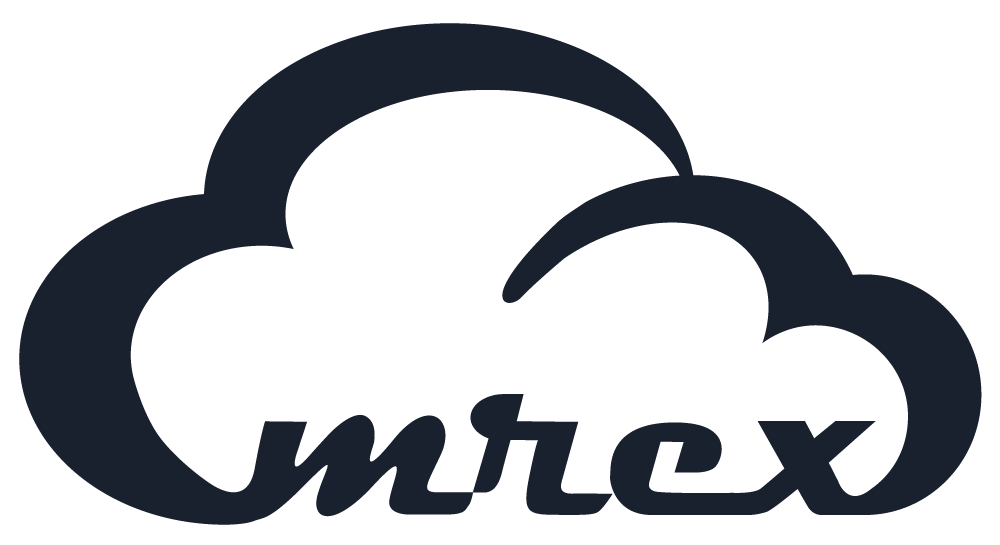
Emrex Logo

## Funktionsweise
Die technische Lösung ist flexibel, die einzige Voraussetzung ist, dass die teilnehmenden Clients (EMREX Client – EMC) und EMREX -Kontaktstellen (EMREX Data Access Points – EMP) den ELMO-Standard einhalten. ELMO ist der Datenstandard, der im Emrex -Netzwerk zur Beschreibung von Schülerleistungen und unterstützenden Daten verwendet wird. Er wird auch von anderen Projekten und Organisationen verwendet (z. B. „Erasmus without Paper“). Jeder Akteur kann hinter einem EMP stehen, z. B. eine einzelne Hochschuleinrichtung, eine Organisation oder ein Datenanbieter auf nationaler Ebene, solange dieser Akteur als vertrauenswürdige Datenquelle im Netzwerk akzeptiert ist. Die Anforderungen für die Teilnahme von Datennutzern sind gering. Jeder kann einen Emrex-Client erstellen. Und jedes lokale System, das auf Anfrage Daten liefert und als vertrauenswürdig eingestuft ist, kann an einen EMP angeschlossen werden. Die Sicherheit wird in adaptiver Weise aufrechterhalten, von einer anfänglichen Basislösung bis hin zu kommenden Technologien. Alle Spezifikationen und die Software sind quelloffen und können auf Github gefunden werden.

## Derzeitige Nutzung
Derzeit ist Emrex in einer Reihe von Ländern in Europa im Einsatz. Aufgrund der Vielfalt der Daten, die über Emrex übertragen werden können, kann es für verschiedene Zwecke genutzt werden. Für zeitlich begrenzte Austauschprogramme werden Leistungsnachweise benötigt, während für ein komplettes Studium im Ausland vollständige (Schul- oder Hochschul-)Zeugnisse erforderlich sind. Vollständige Zeugnisse werden auch für künftige Arbeitgeber benötigt. Während die Lösung anfangs hauptsächlich auf Erasmus ausgerichtet war, hat sie sich inzwischen zu einem breiteren Spektrum des Datenaustauschs entwickelt.

## Vorteile aus technischer Sicht
Zum einen ist das System ein sicherer Weg, um sicherzustellen, dass Schüler- bzw. Studierendendaten zwischen vertrauenswürdigen Parteien übertragen werden können und dass die übertragenen Daten zuverlässig sind, zum anderen hat der Schüler die Kontrolle über seine Daten und kann entscheiden, an wen er sie weitergibt. Zudem ist Emrex einfach zu implementieren.

## EMREX als Organisation
In den letzten Jahren hat sich EMREX von einem Netzwerk kooperierender Länder zu einer Organisation entwickelt. Derzeit besteht EMREX aus einem Exekutivrat ("EMREX Executive Committee") und einer Generalversammlung. Der Exekutivrat setzt sich aus den Vertretern der verschiedenen Partnerländern, die einen EMP betreiben, zusammen.

## Nutzungsumfang

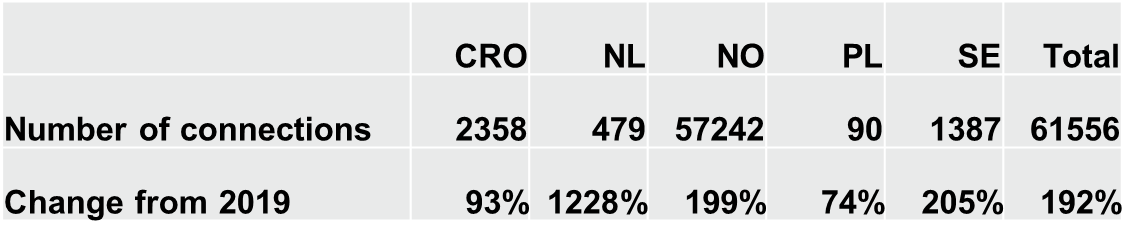
Datenaustausche im Emrex–Netzwerk (2020)

Jährlich werden von allen Partnerländern Statistiken zum Datenaustausch erhoben. Daraus geht hervor, in welchem Umfang Emrex in all diesen Ländern genutzt wurde. Es gibt ganz erhebliche Unterschiede im Umfang der Nutzung. Am auffälligsten ist dies in Norwegen, wo das System voll einsatzfähig ist und am meisten genutzt wird. Dies lässt sich dadurch erklären, dass Norwegen allein dieses System für den Austausch innerhalb Norwegens verwendet. In vielen anderen Partnerländern gibt es auch andere nationale Systeme, die für den Datenaustausch zwischen einzelnen Universitäten genutzt werden.
| Land        | EMREX Transfers 2024 | EMREX Transfers 2023 | Kommentare |
| ----------- | -------------------- | -------------------- | --- |
| Kroatien    | 6.697                | 6.641                | |
| Finnland    | 19.486               | 8.686                | Alle Bildungsdaten der höheren Bildung sind mit Emrex verfügbar                                                    |
| Deutschland | -                    | -                    | Im Moment nicht genutzt                                                                                            |
| Niederlande | 35.647               | 10.666               | Ein weiteres maßgebliches Anwachsen der Transfers durch neue EMCs und neue Datenaufkommen sind in 2025 zu erwarten |
| Norwegen    | 48.397               | 33.777               | |
| Polen       | n.k.                 | 85                   | Die Zahlen für 2024 fehlen noch                                                                                    |
| Schweden    | n.k.                 | 300                  | Die Zahlen für 2024 fehlen noch                                                                                    |
| Total       | 110,227+             | 60.355               | |

## Stakeholders
| Land        | Organisation                                         | Institution bzw. Anzahl EMPs               | Verfügbare Daten                                                   |
| ----------- | ---------------------------------------------------- | ------------------------------------------ | ------------------------------------------------------------------ |
| Niederlande | DUO                                                  | Zentrales Register (ca. 750 Institutionen) | Tertiärbildung, Berufliche Bildung, Sekundärbildung, Primärbildung |
| Norwegen    | Sikt                                                 | 42 Institutionen                           | Tertiärbildung                                                     |
| Finnland    | IT center for science                                | 38 HEIs, 1 EMP                             | Tertiärbildung                                                     |
| Schweden    | Ladok                                                | 41                                         | Tertiärbildung                                                     |
| Polen       | Universität Warschau und sieben andere Universitäten | 8 Universitäten (mit eigenem EMP)          | Tertiärbildung                                                     |
| Kroatien    | ASHE                                                 | 29 HEIs, 1 EMP                             | Tertiärbildung                                                     |
| Deutschland | Universität Göttingen                                | 1                                          | Tertiärbildung                                                     |

## Standards
Das Emrex-Netzwerk verwendet das ELMO -Format für den Austausch der Ergebnisse. Die Spezifikation von ELMO wurde vom CEN Workshop for learner technology (CEN WSLT) erstellt, um die Umsetzung der beiden neuen CEN-Normen voranzutreiben:
- EN 15981 Europäische Mobilität von Lernenden – Leistungsinformationen [EuroLMAI]
- EN 15982 Metadaten für Lernangebote – Werbung [MLO-AD]

Diese beiden Normen beschreiben Datenmodelle. EN 15982 ist ein Datenmodell für Lernangebote, wie Studiengang, Kurs, Modul usw. EN 15981 ist ein Datenmodell für Bewertungen, das die Informationen modelliert, die auf Diplomen, Zeugnisabschriften und Diplomzusätzen zu finden sind. Diese Spezifikationen wurden von CEN WSLT entwickelt, und die Normen wurden von CEN/TC 353 Informations- und Kommunikationstechnologien für Lernen, Bildung und Ausbildung ausgearbeitet. Das ELMO-Format ist ein XML-Format, das Bewertungsinformationen in Diplomen, Transcripts of Records und Diploma Supplements unterstützt. Es umfasst auch Beschreibungen der Qualifikationen, Programme, Kurse und Module für diese Bewertungen. Diese Informationen werden in Zulassungs- und Anerkennungsverfahren benötigt.

## Sicherheit
Zur Sicherung des Datentransfers müssen mehrere Schritte beachtet werden:
- Doppelte Anmeldung: Der Student muss sich sowohl im EMREX-Client als auch im EMP mit einem sicheren Login anmelden.
- Erzwingen von HTTPS: EMREX wird die Verwendung von HTTPS für die Datenübertragung erzwingen.
- Digitales Signieren der ELMO-Daten: EMREX wird Signaturen für die ELMO-Daten verwenden, um sicherzustellen, dass der EMP gültig ist. Die öffentlichen Schlüssel werden im Register des Erasmus-Without-Paper (EWP), das gleichzeitig als EMREX-Register verwendet wird, gespeichert.
- Verifizierung des Studenten: Da sich ein Student auf beiden Seiten des Transfers anmelden muss, ist eine Überprüfung möglich, ob es sich tatsächlich um denselben Studenten handelt. Dies geschieht anhand von Geschlecht, Geburtsdatum und Namen. Da Namen in verschiedenen Ländern unterschiedlich geschrieben werden können, wird ein Levenshtein-Algorithmus mit Schwellenwert zur Überprüfung des Namens verwendet.
- Darüber hinaus werden die Daten nie vom Studenten „berührt“, d. h. die Daten können nicht manipuliert werden.

## Anwendungsbeispiele

### Selbstverwaltete Daten
Das norwegische Diplomregister (Vitnemålsportalen) hat in den letzten Jahren einen starken Anstieg der Übermittlung von Bildungsleistungen über Emrex verzeichnet, was auf die wachsende Zahl von Webdiensten zurückzuführen ist, die sich in den letzten Jahren mit dem Zeugnisregister verbunden haben. Das Hauptziel des Diplomregisters ist es, Einzelpersonen dabei zu helfen, ihre Ergebnisse aus der Hochschulbildung zu sammeln und sie mit potenziellen Arbeitgebern, Bildungseinrichtungen und anderen relevanten Empfängern zu teilen. Seit 2017 haben sich die Anmeldungen jedes Jahr fast verdoppelt, mit fast 600 000 im Jahr 2020.

### Automatisierung der Zulassung
NOKUT, die ENIC/NARIC-Organisation in Norwegen, hat eine Verbindung zu Emrex in das Bewerberportal von NOKUT implementiert. Das bedeutet, dass Nutzer aus Ländern, die an Emrex angeschlossen sind, ihre Diplome und Abschriften an ihre Bewerbung anhängen können. Bei der ersten Implementierung handelt es sich um ein Pilotprojekt, bei dem nur Dokumente zur Bewerbung hinzugefügt werden. Es ist geplant, die Diplome als strukturierte Daten abzurufen, so dass die Überprüfung automatisch erfolgen kann.

### Universitätsallianzen und Partnerschaften
Es gibt eine Reihe von Allianzen und Partnerschaften zwischen Universitäten in Europa. Mehrere Universitäten nutzen Emrex bereits.

## Interoperabilität mit anderen Systemen
Kein einziges System kann alle Probleme lösen, und verschiedene Initiativen verfolgen unterschiedliche Ziele. Ein Beispiel dafür ist das Datenmodell European-Learning-Model (ELM), das in dem System für den europäischen Austausch für Bildungsdaten Europass genutzt wird. In dem von der Europäischen Kommission geförderten Projekt DC4EU wurde nun ein sowohl ein Konverter zwischen den beiden Datenstandards Emrex/ELMO und ELM geschaffen, wie auch einen EMREX Gateway, der EMREX-Daten von einem EMP in eine EUDIWallet und zurück laden kann. Mit der Europäischen Datenplattform "Single-Digital-Gateway" (SDG) hat Emrex inzwischen eine Brücke entwickelt, die den Datenaustausch zwischen dem Once-Only-Transport-System (OOTS) und Emrex erlaubt. Somit ist Emrex interoperabel zu Systemen wie Europass, SDG/OOTS und der EUDIWallet.

## Anschlussfähigkeit von EMREX
EMREX ist skalierbar, d. h. jedes Land kann sich dem Netz anschließen, indem es seine eigenen Hochschul-Clients einrichtet und durch die Bereitstellung seiner eigenen EMP zum Netz beiträgt. Die Idee hinter EMREX ist, ein System mit so wenig zentraler Verwaltung wie möglich zu haben. Das bedeutet, dass die Verantwortung für das Netzwerk bei jedem teilnehmenden Land liegt.
Die gesamte Kommunikation in EMREX ist eine Peer-to-Peer-Kommunikation. Sobald ein EMP im EMREX-Register eingetragen ist, kann jeder HEI-Client diesen EMP kontaktieren und eine Verbindung herstellen. Auf diese Weise läuft der Verkehr nicht über einen zentralen Knotenpunkt und somit auch nicht über einen Engpass. EMREX kann daher problemlos skaliert werden, wenn mehr EMPs und Kunden dem Netz beitreten. Im Allgemeinen ist der gesamte im Rahmen des Projekts entwickelte Code quelloffen.
Eines der Hauptmerkmale von EMREX besteht darin, dass das Netz eine Möglichkeit bietet, Ergebnisdaten von einer Quelle (in der Regel eine Institution) zu einem Ziel (ebenfalls in der Regel eine Institution) auf sichere und vertrauenswürdige Weise zu übertragen. Da sich EMREX jedoch als praktikable Lösung erwiesen hat, spricht nichts dagegen, es auch auf andere Prozesse anzuwenden, bei denen es um die Übertragung von Ergebnissen geht, z. B. bei einem potenziellen Arbeitgeber oder einer Art von Zeugnisregister. EMREX kann als Baustein für viele verschiedene Prozesse verwendet werden (Anerkennung externer Studiengänge, interne Mobilität innerhalb eines Landes, Überprüfung früherer Lernerfahrungen, Überprüfung von Zeugnissen, z. B. für die Mobilität von Studienabschlüssen oder für den Beschäftigungsbedarf). In einigen Ländern ist dies bereits geschehen.

## EMREX in Deutschland
In Deutschland ist der Stand von EMREX aktuell (13. Oktober 2021) wie folgt:
- Es gibt seit einiger Zeit Nutzung von EMREX als Client-Anwendungen (EMCs), z. B. bei der Stiftung für Hochschulzulassung, an der Universität Göttingen und in der Nutzung durch das Projekt „Platform for International student Mobility“ (PIM).
- Die Universität Göttingen  betreibt seit einiger Zeit einen EMREX EMP. Auch die Hochschule Harz betreibt einen EMP, bislang allerdings nur im Test.
- Die HIS hat mit HISinOne ab Version 2021.12 ein System, dass sowohl als EMREX-Client (EMC) als auch als EMP agieren kann. Damit kann jede HISinOne-Hochschule am EMREX-Netzwerk teilnehmen, sobald sie HISinOne-EXA (Veranstaltungs- und Prüfungsmanagement) verwendet. Die Verwendung von HISinOne als EMC ist sogar schon ohne HISinOne-EXA möglich. Bisher nicht erprobt, aber technisch machbar ist außerdem die Schaltung von HISinOne hinter einen nationalen oder regionalen EMC.